# Santa Ana la Real

Huy hiệu của Santa Ana la Real

Cờ của Santa Ana la Real

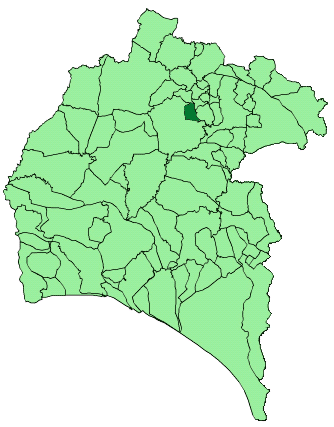
Bản đồ của Santa Ana la Real

Santa Ana la Real là một đô thị của tỉnh Huelva, Andalucía, Tây Ban Nha. Dân số đô thị này năm 2007 là 484 người. Diện tích là 27 km² và mật độ dân số là 18,6 người/km². Tọa độ địa lý là 37º 52' độ vĩ bắc, 6º 43' độ kinh đông. Đô thị này nằm trên độ cao 641 mét và cách tỉnh lỵ Huelva 101 km.

## Dân số

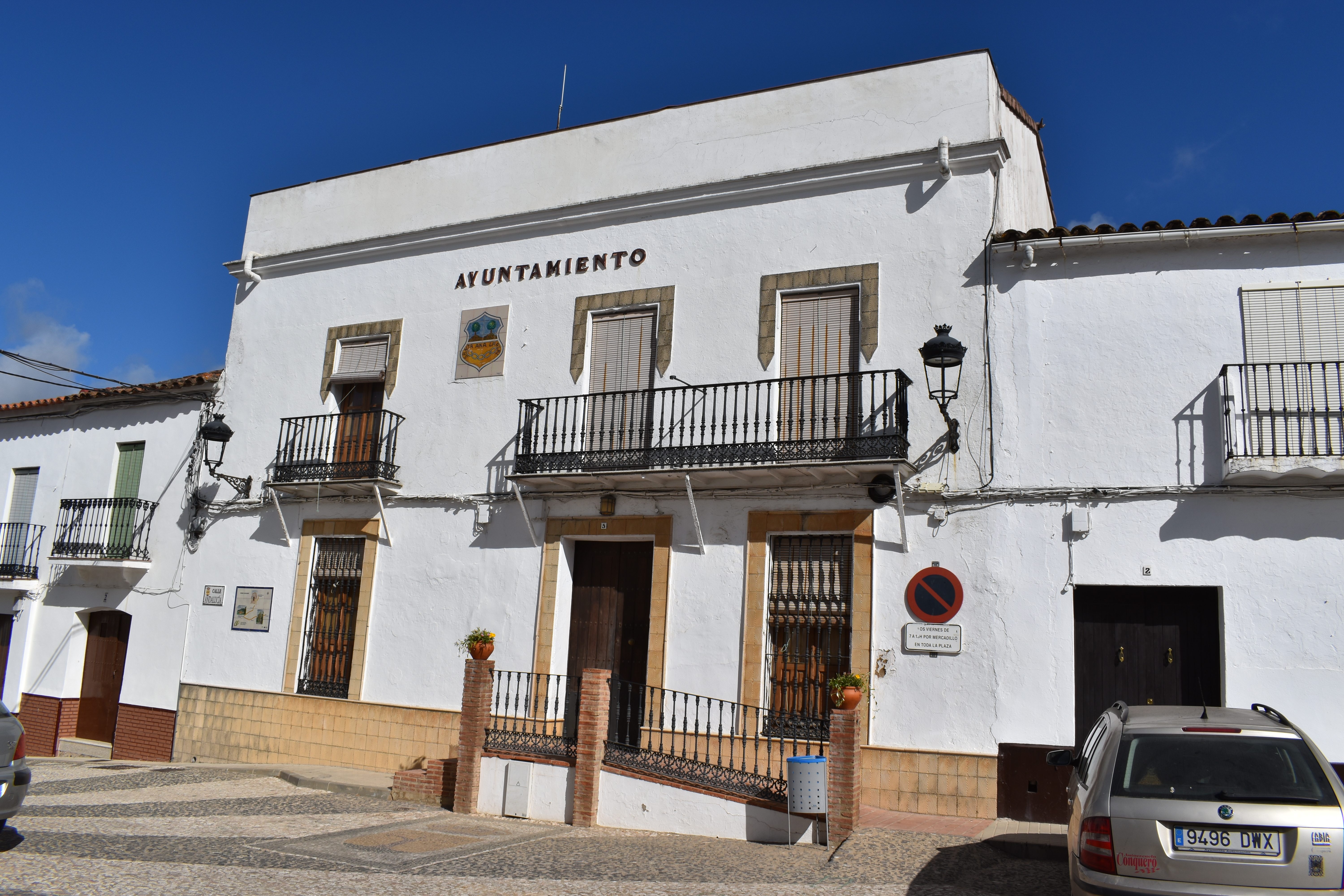

| 1996 | 1997 | 1998 | 1999 | 2000 | 2001 | 2002 |
| ---- | ---- | ---- | ---- | ---- | ---- | ---- |
| 495  | 495  | 514  | 509  | 489  | 470  | 494  |

Nguồn: INE (Tây Ban Nha)